# West Chiltington
West Chiltington är en ort och civil parish i Storbritannien.   Den ligger i grevskapet West Sussex och riksdelen England, i den södra delen av landet, 70 km söder om huvudstaden London. West Chiltington ligger 47 meter över havet och antalet invånare är 3 315.
Terrängen runt West Chiltington är huvudsakligen platt, men åt sydost är den kuperad. Terrängen runt West Chiltington sluttar norrut. Runt West Chiltington är det ganska tätbefolkat, med 239 invånare per kvadratkilometer. Närmaste större samhälle är Horsham, 14,7 km nordost om West Chiltington. Trakten runt West Chiltington består till största delen av jordbruksmark.